# 轉向舵機

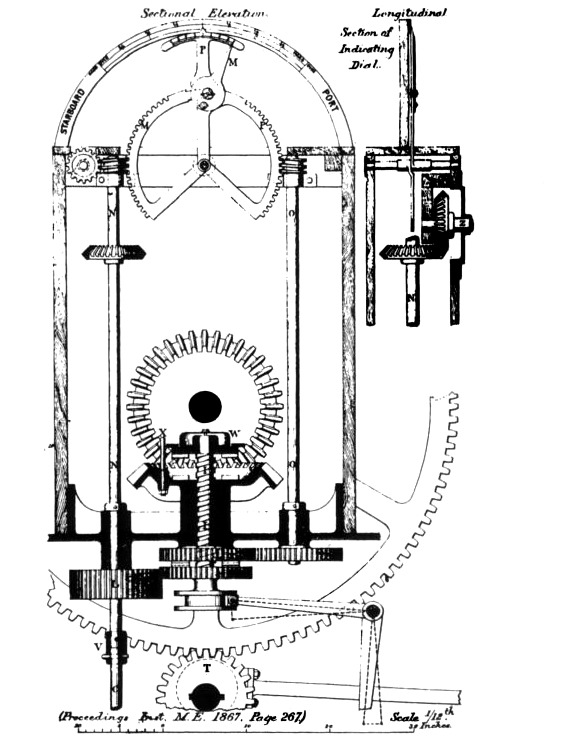
格雷在1987年的原始轉向舵機設計

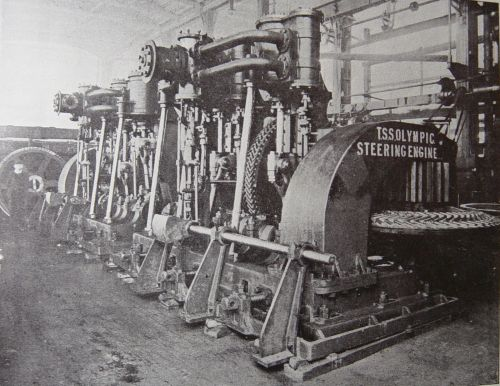
奥林匹克号的轉向舵機，大約是在1910年

轉向舵機（steering engine）是針船隻的動力轉向設備。

## 歷史
第一個有回授的轉向舵機是在伊桑巴德·金德姆·布鲁内尔在1866年所造的大東方號上。此轉向舵機由蘇格蘭工程師
Designed by Scottish engineer John McFarlane Gray所設計，由喬治弗雷斯特和公司所造，是由蒸氣驅動的機械放大器，讓舵的方向可以對準舵輪的方向。大東方號是當時最大的船，轉向舵機有其必要性。
手動轉向的大型蒸氣驅動戰艦需要許多機組人員才能快速的轉動方向舵。英國皇家海軍在測試人工轉向及轉向舵機時，曾用78人推動组合滑车，才能轉動 HMS Minotaur號上的舵。
之後大型的蒸氣動力船都會有轉向舵機。圖中的轉向舵機是奥林匹克号（泰坦尼克号的姊妹船的轉向舵機。
密西西比河風格的汽船Belle of Louisville（最早稱為Idlewild）有配合轉向舵機。轉向舵機是在1915年在匹茲堡首航時就有的設備，包括一個雙作用的蒸汽缸，位在引擎的上方以及後方，蒸汽缸透過連桿連接到方向舵。引擎的蒸氣閥是由機械連桿控制，轉向舵機可供公眾觀賞。　1965年由監督此船隻修復的船舶設計師Alan L. Bates有出版《Str. Belle of Louisville》，其中就有功能性的描述，其中提到「轉向舵機讓舵輪可以轉的像電扇一樣快」。同一本書也描述了在同型船隻難以達到的功能需求，其淺吃水和高水位剖面的組合需要在風力條件變化時，舵也可以快速的變化，這也是需要轉向舵機的原因。